# Dora del Hoyo
Dora del Hoyo (* 11. Januar 1914 in Boca de Huérgano, Leon, Spanien; † 10. Januar 2004 in Rom) war die erste Auxiliarnumerarierin des Opus Dei.

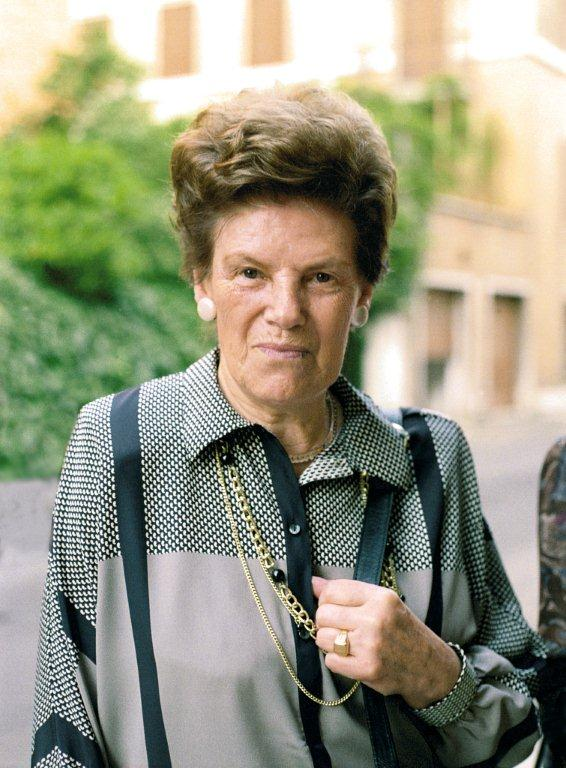
Dora del Hoyo

Dora del Hoyo war ab 1939 in Madrid als Haushaltsgehilfin bei verschiedenen Familien tätig. Sie lernte Josemaría Escrivá und seine Laiengemeinschaft 1944 kennen, als sie im Opus Dei-Studentenheim von La Moncloa als Angestellte in der Wirtschaftsverwaltung arbeitete. Im März 1946 trat sie in Bilbao ins Opus Dei ein – als erste Frau, die den Wunsch hatte, sich hauptsächlich um die hauswirtschaftlichen Tätigkeiten der Opus Dei-Häuser zu kümmern. Auf Bitten von Josemaría Escrivá lebte sie ab Dezember 1946 in Rom beim Zentralsitz des Instituts. Sie widmete sich insbesondere der hauswirtschaftlichen Bildung von Frauen, die sich als Auxiliarnumerarierinnen dem Opus Dei anschlossen. Außerdem war Dora del Hoyo für das Opus Dei in Frankreich, Irland und England tätig. Sie wurde in der Krypta der Prälaturkirche Santa Maria della Pace in Rom bestattet, die ebenfalls die Grabkirche des heiligen Josemaria Escrivas ist.
Am 18. Juni 2012 eröffnete Javier Echevarría, Prälat des Opus Dei, in Rom den Seligsprechungsprozess von Dora del Hoyo auf Ebene der Personalprälatur.